# Weissenburg in Bayern
Weissenburg in Bayern (tyska: Weißenburg in Bayern) äär en stad i Landkreis Weißenburg-Gunzenhausen i Regierungsbezirk Mittelfranken i förbundslandet Bayern i Tyskland med cirka 19 000 invånare.